# Joachim Cron
Joachim Antonín Cron, o Baptista Antonius Michael Kristianus (Podbořany, 30 de setembre de 1751 - Osek (districte de Teplice) 20 de gener de 1826) va ser un clergue catòlic romà, un cistercenc i un compositor d'Osek.
Fou deixeble de František Brixi i Josef Seger, seguí diversos cursos en la Universitat de Praga i el 1776 entrà en l'Orde del Cister. Fou professor de teologia a Litoměřice i Chomutov, i per acabar, va ensenyar a la Facultat de Teologia a Praga i durant diversos anys va ser degà d'aquesta facultat. A més de Jakob Trautzel, Benedict Venus i Nivard Sommer, pertany a un grup de monjos d'Osek dotats d'alt nivell musical del canvi dels segles xviii i xix.
Va ser un dels millors organistes del seu temps i a més d'algunes obres didàctiques va escriure nombroses composicions per a clarinet i piano.